# Rheumaptera depravata
Rheumaptera depravata là một loài bướm đêm trong họ Geometridae.